# رضا الساقي
رضا الساقي (توفي 12 أبريل 2021)، هو لاعب كرة قدم مغربي، لعب لنادي نجم الشباب البيضاوي.

## وفاته
توفي يوم الأحد 12 أبريل 2021، سقط أرضا في أثناء لقاء مقابلة نادي نجم الشباب البيضاوي، ونادي حسنية بنسليمان الذي كان جاريا لحساب الجولة الـ17 من البطولة الوطنية قسم وطني هواة لعام 2021م.

## وصلات خراجية
- (فيديو): لحظة سقوط رضا الساقي لاعب الشباب البيضاوي ميتاً على أرض الملعب (فيديو)
- (فيديو): أول خروج إعلامي لصديق اللاعب الراحل رضا الساقي